# Canthidium basale
Canthidium basale là một loài bọ cánh cứng trong họ Bọ hung (Scarabaeidae).